# Schwenzklause
Als Schwenzklause oder Zuklause bezeichnet man im Wasserbau eine Sonderform der Klause, die als Hilfs- oder Vorklause oberhalb der eigentlichen Klause erbaut wurde. Holz wurde aus diesen Klausen jedoch selten zu Tal gebracht.

## Begriffsherkunft
Schwenzen leitet sich von schwemmen ab. Von der Schwenzklause aus wurde zusätzliches Wasser – in seltenen Fällen auch Holz – zur Hauptklause hingeschwemmt.

## Technische Beschreibung
Schwenzklausen wurden oberhalb der Hauptklause in Seitentälern und Nebengräben angelegt, um das Wasser der Haupttriftbäche zu verstärken. Wenn das Wasser der Hauptklause teilweise abgelaufen war und damit in der Wirkung nachließ, konnte mit zusätzlichem Wasser aus einer Schwenzklause das Holz zuverlässiger zu Tal gebracht werden. Es war damit auch möglich, mehr Holz zu transportieren. Da Schwenzklausen in einer gewissen Entfernung von der Hauptklause errichtet wurden, musste der Öffnungszeitpunkt von Haupt- und Schwenzklause in Abhängigkeit von dem vom Wasser zurückzulegenden Weg genau aufeinander abgestimmt werden, um die größtmögliche Wirkung zu erzielen.

## Beispiele für Schwenzklausen
Ein Beispiel für eine Schwenzklause ist die Hientalklause auf dem Gebiet der Gemeinde Schneizlreuth, die neben ihrer Funktion als Klause vermutlich auch als Schwenzklause für die Bäckinger Klause diente.